# کژپچوو
کژپچوو (به لهستانی:  Krzepczów) یک روستا در لهستان است که در گمینا گرابیتسا واقع شده‌است.
 کژپچوو  ۳۸۰ نفر جمعیت دارد.